# Mark Manha
Mark Manha (* 21. Dezember 1975) ist ein US-amerikanischer Badmintonspieler. 

## Karriere
Mark Manha gewann 1995 die Puerto Rico International und 1998 die Mexico International. 1999 siegte er bei den Guatemala International und den Peru International. Bei den Panamerikanischen Spielen des gleichen Jahres gewann er Silber.

## Sportliche Erfolge
| Saison | Veranstaltung             | Disziplin    | Platz | Name                         |
| ------ | ------------------------- | ------------ | ----- | ---------------------------- |
| 1995   | Puerto Rico International | Mixed        | 1     | Mark Manha / Kathy Zimmerman |
| 1998   | Mexico International      | Herrendoppel | 1     | Howard Bach / Mark Manha     |
| 1999   | Panamerikanische Spiele   | Herrendoppel | 2     | Howard Bach / Mark Manha     |
| 1999   | Weltmeisterschaft         | Herrendoppel | 17    | Mark Manha / Ardy Wiranata   |
| 1999   | Guatemala International   | Herrendoppel | 1     | Howard Bach / Mark Manha     |
| 1999   | Peru International        | Herrendoppel | 1     | Howard Bach / Mark Manha     |